# Leptostylus sagittatus
Leptostylus sagittatus är en skalbaggsart som först beskrevs av Jacquelin du Val 1857.  Leptostylus sagittatus ingår i släktet Leptostylus och familjen långhorningar.
Artens utbredningsområde är Kuba. Inga underarter finns listade i Catalogue of Life.